# Pedro Páramo (película de 2024)
Pedro Páramo es una película mexicana del 2024 dirigida por Rodrigo Prieto a partir de un guion escrito por Mateo Gil, basada en la novela homónima de Juan Rulfo. Está protagonizada por Manuel García Rulfo, Mayra Batalla y Ténoch Huerta.La obra fue producida por Redrum Productions, Woo Films y Netflix.
La película se estrenó en la sección Platform Prize del 2024 Toronto International Film Festival en septiembre de 2024. Su estreno internacional fue el 6 de noviembre de 2024 a través de la plataforma Netflix. En 2025, la película obtuvo 16 nominaciones al Premio Ariel, incluyendo Mejor Película, Dirección, Guion adaptado y Actor.

## Reparto
- Manuel García Rulfo como Pedro Páramo
- Tenoch Huerta como Juan Preciado
- Mayra Batalla como Damiana Cisneros
- Héctor Kotsifakis como Fulgor Sedano
- Gabriela Núñez como María Dyada
- Roberto Sosa como Rentería
- Ilse Salas como Susana San Juan
- Noé Hernández como Abundio
- Yoshira Escárrega como Ella
- Ishbel Bautista como Doloritas
- Dolores Heredia como Doña Eduviges Dyada
- Ari Brickman como Bartolome San Juan
- Giovanna Zacarías como Dorotea 'La Cuarraca'
- Julieta Egurrola como Abuela de Pedro

## Producción
En mayo de 2023, se anunció que había comenzado el rodaje de una adaptación cinematográfica de la novela Pedro Páramo de Juan Rulfo ambientada en Netflix. La película fue dirigida por Rodrigo Prieto a partir de un guion de Mateo Gil, con Manuel García Rulfo en el papel del protagonista homónimo y Tenoch Huerta como Juan Preciado. Gil fue previamente unido a escribir y dirigir la película en 2007, pero que la iteración del proyecto se sintió a través.  Otros miembros del reparto fueron Ilse Salas, Mayra Batalla, Héctor Kotsifakis, Roberto Sosa, Dolores Heredia, Giovanna Zacarías, Noé Hernández y Yoshira Escárrega. Gustavo Santaolalla ejerció de compositor, con Anna Terrazas a cargo del diseño de vestuario y Eugenio Caballero y Carlos Y. Jacques del diseño de producción. Stacy Perskie, de Redrum Production, y Rafael Ley, de Woo Films, produjeron la película. La cinta fue filmada en San Luis Potosí, México.

## Lanzamiento
En julio de 2024, Pedro Páramo fue anunciada como parte de la sección Plataforma del Festival Internacional de Cine de Toronto programado para septiembre de 2024 y se estrenó en Netflix a finales de ese año.